# Thomas Ashe
Thomas Ashe (Glanesvin, Irlanda, 15 de julho de 1770 — Bath, 17 de dezembro de 1835), foi um escritor de viagens e de novelas, de origem irlandesa, que se destacou pelas suas análises do interesse geoestratégico das regiões que visitou. A sua obra sobre os Açores deu origem a uma polémica que se prolongou por boa parte do século XIX.

## Biografia
Thomas Ashe nasceu em Glanesvin, um subúrbio de Dublin, o terceiro filho de um oficial na reserva do Exército Britânico (um half-pay officer), descendente de um ramo colateral de uma família cujos ancestrais tinham vindo para a Inglaterra na companhia de Guilherme, o Conquistador. O ascendente direto do pai tinha servido sob as ordens de Guilherme de Orange, na Irlanda, e obtido em prémio uma das propriedades confiscadas a irlandeses.
Com a intenção de seguir a mesma carreia que seu pai, Thomas Ashe alistou-se no exército, tendo sido comissionado como oficial do 83.º Regimento de Infantaria (o 83rd (County of Dublin) Regiment of Foot), um regimento ao tempo aquartelado em Dublin. Tendo passado à reserva pouco depois no posto de capitão, encontrou emprego como representante de interesses financeiros britânicos numa câmara de compensação comercial (counting-house) em Bordéus. Mais tarde passaria a auto-intitular-se como «capitão de Dragões Ligeiros» (captain Light Dragoons), aprentemente uma referência a uma unidade de cavalaria a que jamais pertencera.
Em Bordéus envolveu-se num duelo com o irmão de uma mulher que alegadamente teria sido por ele seduzida, sendo por isso preso durante um curto período. Como os ferimentos sofridos pelo adversário não foram fatais, a acusação foi arquivada, mas, ainda assim, foi obrigado a regressar a Dublin.
Em Dublin conseguiu emprego como secretário da Comissão das Escolas Diocesana e Dotadas (Diocesan and Endowed Schools Commission), mas, endividado, renunciou ao cargo e retirou-se para a Suíça. Passou então vários anos em viagens, vivendo, de acordo com seu próprio relato, de forma livre e sem restrições, e experimentando uma fortuna um tanto duvidosa, marcada por frequentes acusações de fraude e de fuga ao pagamento de dívidas. Essas viagens levaram-no à Madeira, ao Brasil, aos Açores e à então fronteira oeste dos Estados Unidos. No seu regresso a Londres vindo de Pernambuco com paragem na ilha de São Miguel, nos Açores, esteve preso acusado de falsificar letras de câmbio e de fraude, crimes que teria cometido no Brasil e nos Açores.
Foi publicando relatos das suas viagens, incluindo nalguns casos aprofundadas análises geopolíticas dos locais visitados e da sua relação com os interesses do Império Britânico. Deixou umas interessantes memórias, nas quais relata as suas impressões sobre os países visitados. Entre as mais interessantes descrições que publicou contam-se um esboço comercial e geográfico do Brasil e da Madeira, e uma descrição do arquipélago dos Açores. Também se dedicou à escrita de novelas, algumas das quais tiveram considerável sucesso. Merece destaque a obra Spirit of the Book, que teve quatro edições sucessivas.
A sua obra sobre os Açores, que assinou apenas como «T. A. - captain Light Dragoons», foi uma obra polémica no seu tempo, tendo em conta que advogava a integração dos Açores na esfera do Império Britânico sob a forma de um protetorado. A obra é composta por um conjunto de 43 «cartas» contendo uma detalhada descrição das ilhas e um conjunto de argumentos visando demonstrar as vantagens da integração do arquipélago no Império Britânico, bem como apresentando sugestões para o seu governo. As cartas são precedidas por um prefácio assinado pelo polémico jornalista e lexicógrafo Joseph Timothy Haydn, que poderá ter sido pelo menos parcialmente seu autor fantasma, e foram publicadas como dedicadas ao político anglo-irlandês Francis Rawdon-Hastings, conde de Moira, então recém-nomeado governador da Índia Britânica. Algumas das considerações de natureza geoestratégica, nomeadamente a utilização da ilha Terceira como ponto de suporte logístico para operações militares, viriam a ter paralelos na no século XX com a instalação da Base das Lajes. A obra foi também inspiração para os movimentos independentistas açorianos do século XIX e inícios do século XX.
Nos seus últimos anos Thomas Ashe viveu em circunstâncias financeiras difíceis. Faleceu em Bath, a 17 de dezembro de 1835.

## Obras
Para além de registar nas suas Memoirs as impressões de viagem recolhidas nas países que visitou, Thomas Ashe publicou as seguintes monografias:
- Memoirs and Confessions of Captain Ashe, Author of "The Spirit of the Book," &c. &c. &c., 3 volumes, 1815.
- Travels in America in 1806, 1808;
- Memoirs of Mammoth and other Bones found in the vicinity of the Ohio, 1806;
- The Spirit of "The Book" or, Memoirs of Caroline, Princess of Hasburgh. A Political and Amatory Romance, 1811;
- A Commercial and Geographical Sketch of Brazil and Madeira, 1812;
- The Liberal Critic; or, Memoirs of Henry Percy. Conveying a Correct Estimate of the Manners and Principles of the Present Times, (2 volumes), 1812;
- History of the Azores or Western Islands, 1813;
- The soldier of fortune; an historical and political romance, 1816.